# Johnny Dauwe
Johnny Dauwe (Merksem, 31 mei 1966 - Antwerpen, 26 juni 2003) was een Belgisch wielrenner.

## Carrière
Johnny Dauwe won tal van etappes in Ronde van de Kempen en Ronde van Murcia naast zijn overwinningen in Kuurne-Brussel-Kuurne, Le Samyn en de Antwerpse Havenpijl. Hij nam in 1988 deel aan de Olympische Spelen in de wegwedstrijd waar hij 19e werd. Hij reed de ronde van Spanje (in 1993) en tweemaal Milaan-San Remo.

## Overwinningen

### Baan
| Jaar  | BK          | EK    | WK    | Overige |
| Elite | Elite       | Elite | Elite | Elite   |
| ----- | ----------- | ----- | ----- | ------- |
| 1992  | puntenkoers |       |       |         |
| 1993  |             |       |       |         |
| 1994  | ploegkoers  |       |       |         |

### Weg
1986
1e etappe Ronde van de Kempen
5e etappe deel a Ronde van de Kempen
1987
Kattekoers
5e etappe deel b Ronde van de Kempen
8e etappe deel b Ronde van de Kempen
1988
11e etappe Ronde van Oostenrijk
Omloop Het Volk voor elite zonder contract
proloog Ronde van West-Henegouwen
1989
5e etappe deel b Ronde van Murcia
6e etappe Ronde van Murcia
Omloop van het Meetjesland
1990
1e etappe Ronde van Murcia
6e etappe Ronde van Murcia
1991
Kuurne-Brussel-Kuurne
Le Samyn
1e etappe Ronde van Murcia
5e etappe Ronde van Murcia
1992
Omloop Schelde-Durme
Aalter
1993
Wielsbeke
2e etappe Circuit de la Sarthe
1994
Grote 1-Mei Prijs, Ereprijs Victor De Bruyne
1996
Antwerpse Havenpijl
Outer
Wim Hendriks Trofee

## Resultaten in de voornaamste wedstrijden
| Jaar | Ronde van Italië | Ronde van Frankrijk | Ronde van Spanje |
| ---- | ---------------- | ------------------- | ---------------- |
| 1990 |                  |                     |                  |
| 1991 |                  |                     |                  |
| 1992 |                  |                     |                  |
| 1993 |                  |                     | 102e             |

| Jaar | Milaan-San Remo | Gent-Wevelgem |
| ---- | --------------- | ------------- |
| 1990 | 79e             | 119e          |
| 1991 | 125e            | 143e          |
| 1992 |                 |               |
| 1993 |                 |               |

Wielerploegen van Johnny Dauwe
Achermann ·
Bomans ·
Brasseur ·
Breu ·
Dauwe ·
Dernies · 
Diem ·
F. Dierickx ·
M. Dierickx ·
Ducrot ·
Goessens ·
Küttel ·
Pauwels · 
Robeet ·
Scharmin ·
Schönenberger ·
Van De Vel ·
A. van der Poel ·
J. van der Poel ·

Verbeeck ·
Wegmüller ·
Wijnands
Achermann ·
Bomans ·
Brasseur ·
Breu ·
Dauwe ·
Dernies · 
Diem ·
Dierickx ·
Goessens ·
Küttel ·
Lapage ·
Pauwels · 
Robeet ·
Steinmann ·
Van De Vel (tot 28/02) ·
A. van der Poel ·
J. van der Poel ·
Wegmüller ·
Farazijn (stagiair) ·
Nelissen (stagiair)
Cooman ·
Dauwe ·
Desmet ·
Hauer (tot 15/06) ·
Jentzsch ·
Kools · 
Liboton ·
Onclin ·
Parkin ·
Patry ·
Peiper ·
Pieters ·
Remels ·
Rogiers ·
Roosen ·
Sturgess ·
Van De Laer · 
A. van der Poel ·
J. van der Poel ·
Van Holen ·
Van Leeuwe ·
Van Vooren ·
Zanoli
Cooman ·
Dauwe (tot 05/06) ·
Desmet ·
Frison ·
Holm ·
Jentzsch ·
Kools · 
Lilholt ·
Lodge ·
Meijs ·
Patry ·
Peiper ·
Pieters ·
Rogiers ·
Roosen ·
Sels ·
Van De Laer · 
A. van der Poel ·
J. van der Poel ·
Van Holen ·
Van Leeuwe ·

De Meester (stagiair)
Beelen ·  
Biets · 
Botteldoorn ·
Bouillon ·
Coppens ·
Dauwe ·  
De Muynck ·   
Desbiens ·
Dexters ·
Eeckhout ·
Evenepoel ·
Haghedooren ·
Heynderickx ·
Huygens ·
In 't Ven ·
Lacressonnière · 
Lapage ·
Melsen · 
Pattyn · 
Peers · 
Strouken · 
Verbeken ·
Wampers · 
Willems ·
Windels · 
Wynants · 
Corvers (stagiair) ·
Thijs (stagiair)
Biets · 
Bouillon ·
Coppens ·
Corvers ·
Dauwe ·  
De Muynck ·   
Dexters ·
Eeckhout ·
Enthoven ·
Evenepoel ·
Feys ·
Goessens ·
Haghedooren ·
Heynderickx ·
In 't Ven · 
Lapage ·
Lodge ·
Nottebart ·  
Peers · 
Redant ·
Stumpf · 
Thijs · 
Van Brabant · 
Van Itterbeeck ·
Verbeken ·
Verstrepen · 
Willems